# Thio
Thio es una comuna de la Provincia Sur de Nueva Caledonia, un territorio de ultramar de Francia en el océano Pacífico.
Un novedoso teleférico existía aquí al comienzo del siglo XX, para facilitar la carga de mineral a los buques en alta mar.